# Verein für Rasenspiele 1921 Aalen 2013-2014
Questa voce raccoglie le informazioni riguardanti il Verein für Rasenspiele 1921 Aalen nelle competizioni ufficiali della stagione 2013-2014.

## Stagione
Nella stagione 2013-2014 l'Aalen, allenato da Stefan Ruthenbeck, concluse il campionato di 2. Bundesliga all'11º posto. In Coppa di Germania l'Aalen fu eliminato al secondo turno dal Wolfsburg.

## Rosa
| N. |                      | Ruolo | Calciatore        |
| -- | -------------------- | ----- | ----------------- |
| 1  | Germania (bandiera)  | P     | Daniel Bernhardt  |
| 3  | Canada (bandiera)    | D     | André Hainault    |
| 4  | Germania (bandiera)  | D     | Oliver Barth      |
| 5  | Germania (bandiera)  | C     | Jürgen Mössmer    |
| 6  | Germania (bandiera)  | D     | Benjamin Hübner   |
| 7  | Argentina (bandiera) | C     | Leandro Grech     |
| 8  | Turchia (bandiera)   | A     | Selim Aydemir     |
| 9  | Germania (bandiera)  | A     | Robert Lechleiter |
| 10 | Germania (bandiera)  | A     | Marcel Reichwein  |
| 11 | Germania (bandiera)  | C     | Enrico Valentini  |
| 12 | Germania (bandiera)  | A     | Cidimar           |
| 13 | Germania (bandiera)  | C     | Felix Nierichlo   |
| 14 | Finlandia (bandiera) | A     | Joel Pohjanpalo   |
| 15 | Germania (bandiera)  | D     | Daniel Buballa    |

| N. |                                 | Ruolo | Calciatore              |
| -- | ------------------------------- | ----- | ----------------------- |
| 16 | Bosnia ed Erzegovina (bandiera) | P     | Jasmin Fejzić           |
| 17 | Germania (bandiera)             | D     | Sascha Traut            |
| 18 | Germania (bandiera)             | C     | Maximilian Oesterhelweg |
| 19 | Giappone (bandiera)             | A     | Takuma Abe              |
| 20 | Germania (bandiera)             | C     | Manuel Junglas          |
| 21 | Germania (bandiera)             | C     | Fabio Kaufmann          |
| 22 | Germania (bandiera)             | A     | Michael Klauß           |
| 23 | Germania (bandiera)             | C     | Andreas Hofmann         |
| 24 | Germania (bandiera)             | P     | Marcel Wehr             |
| 25 | Germania (bandiera)             | D     | Kevin Ruiz              |
| 28 | Germania (bandiera)             | A     | Fabian Weiß             |
| 29 | Tunisia (bandiera)              | C     | Nejmeddin Daghfous      |
| 31 | Germania (bandiera)             | P     | Timo Reus               |
| 34 | Brasile (bandiera)              | C     | Daniel Serejo           |

## Organigramma societario
Area tecnica
- Allenatore: Stefan Ruthenbeck
- Allenatore in seconda: Michael Schiele
- Preparatore dei portieri: Timo Reus
- Preparatori atletici:
- Analisi video:

## Calciomercato

### Sessione estiva
| Acquisti | Acquisti        | Acquisti      | Acquisti |
| R.       | Nome            | da            | Modalità |
| -------- | --------------- | ------------- | -------- |
| A        | Joel Pohjanpalo | HJK           |          |
| C        | Daniel Serejo   | Aalen II      |          |
| D        | André Hainault  | Ross County   |          |
| C        | Fabio Kaufmann  | Ulma          |          |
| C        | Felix Nierichlo | Aalen II      |          |
| D        | Kevin Ruiz      | Memmingen     |          |
| A        | Fabian Weiß     | Sonnenhof G.  |          |
| C        | Nico Zimmermann | Hansa Rostock |          |

| Cessioni | Cessioni            | Cessioni         | Cessioni |
| R.       | Nome                | a                | Modalità |
| -------- | ------------------- | ---------------- | -------- |
| C        | Nico Zimmermann     | Elversberg       |          |
| A        | Stanislaus Bergheim | TSV Essingen     |          |
| C        | Martin Dausch       | Union Berlino    |          |
| C        | Marco Haller        | Kickers Würzburg |          |
| D        | Tim Kister          | Sandhausen       |          |
| D        | Thorsten Schulz     | Dinamo Dresda    |          |

### Sessione invernale
| Acquisti | Acquisti                | Acquisti                 | Acquisti |
| R.       | Nome                    | da                       | Modalità |
| -------- | ----------------------- | ------------------------ | -------- |
| C        | Nejmeddin Daghfous      | Magonza II               |          |
| C        | Maximilian Oesterhelweg | Eintracht Francoforte II |          |

| Cessioni | Cessioni | Cessioni | Cessioni |
| R.       | Nome     | a        | Modalità |
| -------- | -------- | -------- | -------- |

## Risultati

### 2. Bundesliga

#### Girone di andata
| Sandhausen 19 luglio 2013, ore 18:30 CEST 1ª giornata | Sandhausen | 0 – 0 referto | Aalen | Hardtwaldstadion (3 825 spett.)\| Arbitro: \| Thomsen \| |
| Arbitro:                                              | Thomsen    |               |       |                                                          |

| Arbitro: | Siebert |

|  |           |                     |
|  | Marcatori | 8’ Šukalo 81’ Azemi |

| Arbitro: | Osmers |

|  |           |               |
|  | Marcatori | 43’ Reichwein |

| Arbitro: | Fischer |

|                                                         |           |                   |
| Stiepermann 4’ Sanogo 24’, 76’ Jendrišek 29’ Kruska 49’ | Marcatori | 36’ (aut.) Möhrle |

| Arbitro: | Brand |

|                                                |           |  |
| Löwe 42’ (aut.) Valentini 48’, 88’ Buballa 71’ | Marcatori |  |

| Arbitro: | Leicher |

|            |           |                |
| Nəzərov 7’ | Marcatori | 39’ Lechleiter |

| Aalen 13 settembre 2013, ore 18:30 CEST 7ª giornata | Aalen          | 0 – 0 referto | Monaco 1860 | Scholz-Arena (8 910 spett.)\| Arbitro: \| Steinhaus-Webb \| |
| Arbitro:                                            | Steinhaus-Webb |               |             |                                                             |

| Arbitro: | Hartmann |

|           |           |                             |
| Aydın 13’ | Marcatori | 3’ Lechleiter 70’ Valentini |

| Arbitro: | Aytekin |

|  |           |           |
|  | Marcatori | 32’ Risse |

| Arbitro: | Fischer |

|                         |           |  |
| Aoudia 28’ Hartmann 35’ | Marcatori |  |

| Arbitro: | Rohde |

|                                        |           |  |
| Hofmann 61’ Junglas 70’ Lechleiter 81’ | Marcatori |  |

| Francoforte sul Meno 26 ottobre 2013, ore 13:00 CEST 12ª giornata | FSV Francoforte | 0 – 0 referto | Aalen | Frankfurter Volksbank Stadion (3 301 spett.)\| Arbitro: \| Wingenbach \| |
| Arbitro:                                                          | Wingenbach      |               |       |                                                                          |

| Arbitro: | Willenborg |

|                |           |  |
| Lechleiter 23’ | Marcatori |  |

| Arbitro: | Thomsen |

|                       |           |  |
| Caiuby 20’ Eigler 51’ | Marcatori |  |

| Arbitro: | Zwayer |

|  |           |           |
|  | Marcatori | 29’ Nöthe |

| Arbitro: | Leicher |

|                |           |                              |
| Mattuschka 62’ | Marcatori | 59’, 72’ Valentini 90’ Klauß |

| Arbitro: | Wingenbach |

|                     |           |                                  |
| Klauß 18’ Grech 42’ | Marcatori | 12’, 72’ Meha 39’ Sané 54’ Wurtz |

#### Girone di ritorno
| Aalen 13 dicembre 2013, ore 18:30 CET 18ª giornata | Aalen  | 0 – 0 referto | Sandhausen | Scholz-Arena (4 781 spett.)\| Arbitro: \| Cortus \| |
| Arbitro:                                           | Cortus |               |            |                                                     |

| Arbitro: | Steinhaus-Webb |

|              |           |  |
| Füllkrug 60’ | Marcatori |  |

| Arbitro: | Osmers |

|                          |           |                           |
| Pohjanpalo 33’ Klauß 62’ | Marcatori | 29’ Könnecke 58’ Sylvestr |

| Arbitro: | Thomsen |

|                    |           |                       |
| Traut 4’ Barth 81’ | Marcatori | 10’ Möhrle 90’ Michel |

| Arbitro: | Steinhaus-Webb |

|             |           |                           |
| Matmour 68’ | Marcatori | 24’ Hübner 54’ Pohjanpalo |

| Arbitro: | Gagelmann |

|            |           |  |
| Hübner 51’ | Marcatori |  |

| Arbitro: | Christ |

|                                                |           |  |
| Stark 20’ Ōsako 21’ Ludwig 37’ Stoppelkamp 87’ | Marcatori |  |

| Arbitro: | Leicher |

|  |           |                        |
|  | Marcatori | 23’ Aydın 90’ Butscher |

| Colonia 22 marzo 2014, ore 13:00 CET 26ª giornata | Colonia   | 0 – 0 referto | Aalen | RheinEnergieStadion (45 700 spett.)\| Arbitro: \| Bandurski \| |
| Arbitro:                                          | Bandurski |               |       |                                                                |

| Arbitro: | Wingenbach |

|                  |           |           |
| Grech 84’ (rig.) | Marcatori | 79’ Kempe |

| Bielefeld 30 marzo 2014, ore 13:30 CET 28ª giornata | Arminia Bielefeld | 0 – 0 referto | Aalen | SchücoArena (13 137 spett.)\| Arbitro: \| Brand \| |
| Arbitro:                                            | Brand             |               |       |                                                    |

| Arbitro: | Fischer |

|                              |           |           |
| Lechleiter 33’ Reichwein 85’ | Marcatori | 61’ Roshi |

| Arbitro: | Rohde |

|                                             |           |             |
| Halloran 44’ Benschop 65’ (rig.) Golley 74’ | Marcatori | 83’ Junglas |

| Aalen 20 aprile 2014, ore 13:30 CEST 31ª giornata | Aalen     | 0 – 0 referto | Ingolstadt 04 | Scholz-Arena (6 029 spett.)\| Arbitro: \| Stegemann \| |
| Arbitro:                                          | Stegemann |               |               |                                                        |

| Arbitro: | Bandurski |

|  |           |                                            |
|  | Marcatori | 3’ Lechleiter 58’ (rig.) Grech 68’ Junglas |

| Arbitro: | Brand |

|                                |           |  |
| Pohjanpalo 8’, 68’ Buballa 79’ | Marcatori |  |

| Arbitro: | Meyer |

|                           |           |               |
| Vucinovic 14’ Vrančić 21’ | Marcatori | 9’ Pohjanpalo |

### Coppa di Germania
| Arbitro: | Siewer |

|  |           |                       |
|  | Marcatori | 51’ Junglas 85’ Klauß |

| Arbitro: | Perl |

|                     |           |  |
| Diego 45’ Klose 82’ | Marcatori |  |

## Statistiche

### Statistiche di squadra
| Competizione      | Punti | In casa | In casa | In casa | In casa | In casa | In casa | In trasferta | In trasferta | In trasferta | In trasferta | In trasferta | In trasferta | Totale | Totale | Totale | Totale | Totale | Totale | DR |
| Competizione      | Punti | G       | V       | N       | P       | Gf      | Gs      | G            | V            | N            | P            | Gf           | Gs           | G      | V      | N      | P      | Gf     | Gs     | DR |
| ----------------- | ----- | ------- | ------- | ------- | ------- | ------- | ------- | ------------ | ------------ | ------------ | ------------ | ------------ | ------------ | ------ | ------ | ------ | ------ | ------ | ------ | -- |
| 2. Bundesliga     | 44    | 17      | 6       | 6       | 5       | 21      | 16      | 17           | 5            | 5            | 7            | 15           | 23           | 34     | 11     | 11     | 12     | 36     | 39     | -3 |
| Coppa di Germania | -     | 0       | 0       | 0       | 0       | 0       | 0       | 2            | 1            | 0            | 1            | 2            | 2            | 2      | 1      | 0      | 1      | 2      | 2      | 0  |
| Totale            | 44    | 17      | 6       | 6       | 5       | 21      | 16      | 19           | 6            | 5            | 8            | 17           | 25           | 36     | 12     | 11     | 13     | 38     | 41     | -3 |

### Andamento in campionato
| Giornata  | 1  | 2  | 3  | 4  | 5  | 6  | 7  | 8 | 9  | 10 | 11 | 12 | 13 | 14 | 15 | 16 | 17 | 18 | 19 | 20 | 21 | 22 | 23 | 24 | 25 | 26 | 27 | 28 | 29 | 30 | 31 | 32 | 33 | 34 |
| --------- | -- | -- | -- | -- | -- | -- | -- | - | -- | -- | -- | -- | -- | -- | -- | -- | -- | -- | -- | -- | -- | -- | -- | -- | -- | -- | -- | -- | -- | -- | -- | -- | -- | -- |
| Luogo     | T  | C  | T  | T  | C  | T  | C  | T | C  | T  | C  | T  | C  | T  | C  | T  | C  | C  | T  | C  | C  | T  | C  | T  | C  | T  | C  | T  | C  | T  | C  | T  | C  | T  |
| Risultato | N  | P  | V  | P  | V  | N  | N  | V | P  | P  | V  | N  | V  | P  | P  | V  | P  | N  | P  | N  | N  | V  | V  | P  | P  | N  | N  | N  | V  | P  | N  | V  | V  | P  |
| Posizione | 10 | 15 | 12 | 14 | 12 | 13 | 11 | 8 | 11 | 12 | 8  | 9  | 6  | 7  | 11 | 9  | 11 | 11 | 12 | 12 | 13 | 10 | 8  | 11 | 12 | 12 | 13 | 12 | 10 | 13 | 12 | 11 | 9  | 11 |

Legenda:

Luogo: C = Casa; T = Trasferta. Risultato: V = Vittoria; N = Pareggio; P = Sconfitta.

### Statistiche dei giocatori
| Giocatore       | 2. Bundesliga | 2. Bundesliga | 2. Bundesliga | 2. Bundesliga | Coppa di Germania | Coppa di Germania | Coppa di Germania | Coppa di Germania | Totale   | Totale | Totale      | Totale     |
| Giocatore       | Presenze      | Reti          | Ammonizioni   | Espulsioni    | Presenze          | Reti              | Ammonizioni       | Espulsioni        | Presenze | Reti   | Ammonizioni | Espulsioni |
| --------------- | ------------- | ------------- | ------------- | ------------- | ----------------- | ----------------- | ----------------- | ----------------- | -------- | ------ | ----------- | ---------- |
| T. Abe          | 5             | 0             | 0             | 0             | 1                 | 0                 | 0                 | 0                 | 6        | 0      | 0           | 0          |
| S. Aydemir      | 0             | 0             | 0             | 0             | 0                 | 0                 | 0                 | 0                 | 0        | 0      | 0           | 0          |
| O. Barth        | 32            | 1             | 4             | 0             | 2                 | 0                 | 0                 | 0                 | 34       | 1      | 4           | 0          |
| D. Bernhardt    | 3             | 0             | 0             | 0             | 2                 | 0                 | 0                 | 0                 | 5        | 0      | 0           | 0          |
| D. Buballa      | 33            | 2             | 3             | 0             | 1                 | 0                 | 0                 | 0                 | 34       | 2      | 3           | 0          |
| C. Cidimar      | 5             | 0             | 0             | 0             | 0                 | 0                 | 0                 | 0                 | 5        | 0      | 0           | 0          |
| N. Daghfous     | 12            | 0             | 2             | 0             | 0                 | 0                 | 0                 | 0                 | 12       | 0      | 2           | 0          |
| J. Fejzić       | 31            | 0             | 2             | 0             | 0                 | 0                 | 0                 | 0                 | 31       | 0      | 2           | 0          |
| L. Grech        | 33            | 3             | 5             | 0             | 2                 | 0                 | 0                 | 0                 | 35       | 3      | 5           | 0          |
| A. Hainault     | 20            | 0             | 1             | 0             | 1                 | 0                 | 0                 | 0                 | 21       | 0      | 1           | 0          |
| A. Hofmann      | 33            | 1             | 5             | 0             | 2                 | 0                 | 0                 | 0                 | 35       | 1      | 5           | 0          |
| B. Hübner       | 32            | 2             | 11            | 0             | 2                 | 0                 | 0                 | 0                 | 34       | 2      | 11          | 0          |
| M. Junglas      | 32            | 3             | 4             | 0             | 2                 | 1                 | 1                 | 0                 | 34       | 4      | 5           | 0          |
| F. Kaufmann     | 5             | 0             | 0             | 0             | 0                 | 0                 | 0                 | 0                 | 5        | 0      | 0           | 0          |
| M. Klauß        | 27            | 3             | 2             | 0             | 2                 | 1                 | 0                 | 0                 | 29       | 4      | 2           | 0          |
| R. Lechleiter   | 32            | 6             | 6             | 0             | 2                 | 0                 | 0                 | 0                 | 34       | 6      | 6           | 0          |
| J. Mössmer      | 13            | 0             | 0             | 0             | 2                 | 0                 | 0                 | 0                 | 15       | 0      | 0           | 0          |
| F. Nierichlo    | 0             | 0             | 0             | 0             | 0                 | 0                 | 0                 | 0                 | 0        | 0      | 0           | 0          |
| M. Oesterhelweg | 3             | 0             | 1             | 0             | 0                 | 0                 | 0                 | 0                 | 3        | 0      | 1           | 0          |
| J. Pohjanpalo   | 22            | 5             | 0             | 0             | 0                 | 0                 | 0                 | 0                 | 22       | 5      | 0           | 0          |
| M. Reichwein    | 21            | 2             | 4             | 0             | 2                 | 0                 | 1                 | 0                 | 23       | 2      | 5           | 0          |
| T. Reus         | 0             | 0             | 0             | 0             | 0                 | 0                 | 0                 | 0                 | 0        | 0      | 0           | 0          |
| K. Ruiz         | 0             | 0             | 0             | 0             | 0                 | 0                 | 0                 | 0                 | 0        | 0      | 0           | 0          |
| D. Serejo       | 0             | 0             | 0             | 0             | 0                 | 0                 | 0                 | 0                 | 0        | 0      | 0           | 0          |
| S. Traut        | 33            | 1             | 6             | 0             | 2                 | 0                 | 0                 | 0                 | 35       | 1      | 6           | 0          |
| E. Valentini    | 23            | 5             | 2             | 0             | 1                 | 0                 | 0                 | 0                 | 24       | 5      | 2           | 0          |
| M. Wehr         | 0             | 0             | 0             | 0             | 0                 | 0                 | 0                 | 0                 | 0        | 0      | 0           | 0          |
| F. Weiß         | 17            | 0             | 0             | 0             | 2                 | 0                 | 0                 | 0                 | 19       | 0      | 0           | 0          |
| N. Zimmermann   | 3             | 0             | 0             | 0             | 0                 | 0                 | 0                 | 0                 | 3        | 0      | 0           | 0          |